# Marie-Alfred-Louis Delande
Marie-Alfred-Louis Delande, francoski general, * 1879, † 1968.